# رنو کلیو رنو اسپورت

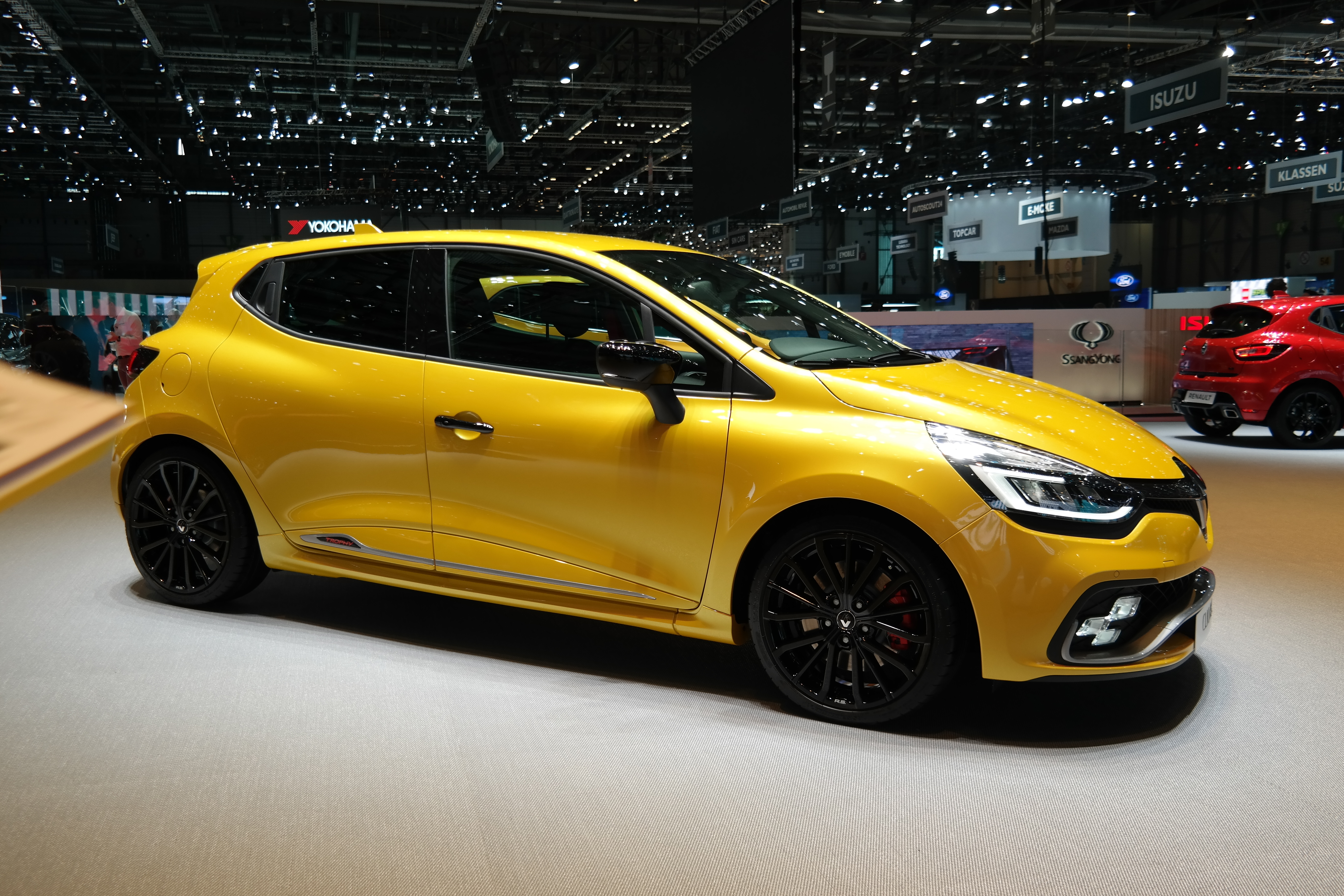
رنو کلیو اسپورت تروفی (فیس لیفت نسل چهارم)

رنو کلیو رنو اسپورت (Renault Clio Renault Sport) خودرویی است که از سال ۱۹۹۹ تاکنون تولید شده‌است.
این خودرو در کلاس هات هاچ قرار گرفته، طول آن در حالت طبیعی ۳٬۸۱۰ میلیمتر (۱۵۰٫۰ اینچ)، عرض آن در حالت طبیعی ۱٬۸۱۰ میلیمتر (۷۱٫۳ اینچ) و ارتفاع آن در حالت طبیعی ۱٬۴۱۰ میلیمتر (۵۵٫۵ اینچ) و وزن آن در حالت طبیعی ۱٬۰۵۰ کیلوگرم (۲٬۳۱۵ پوند) است. سیستم جعبه‌دندهٔ آن ۶ دنده به صورت دستی است.

## نگارخانه

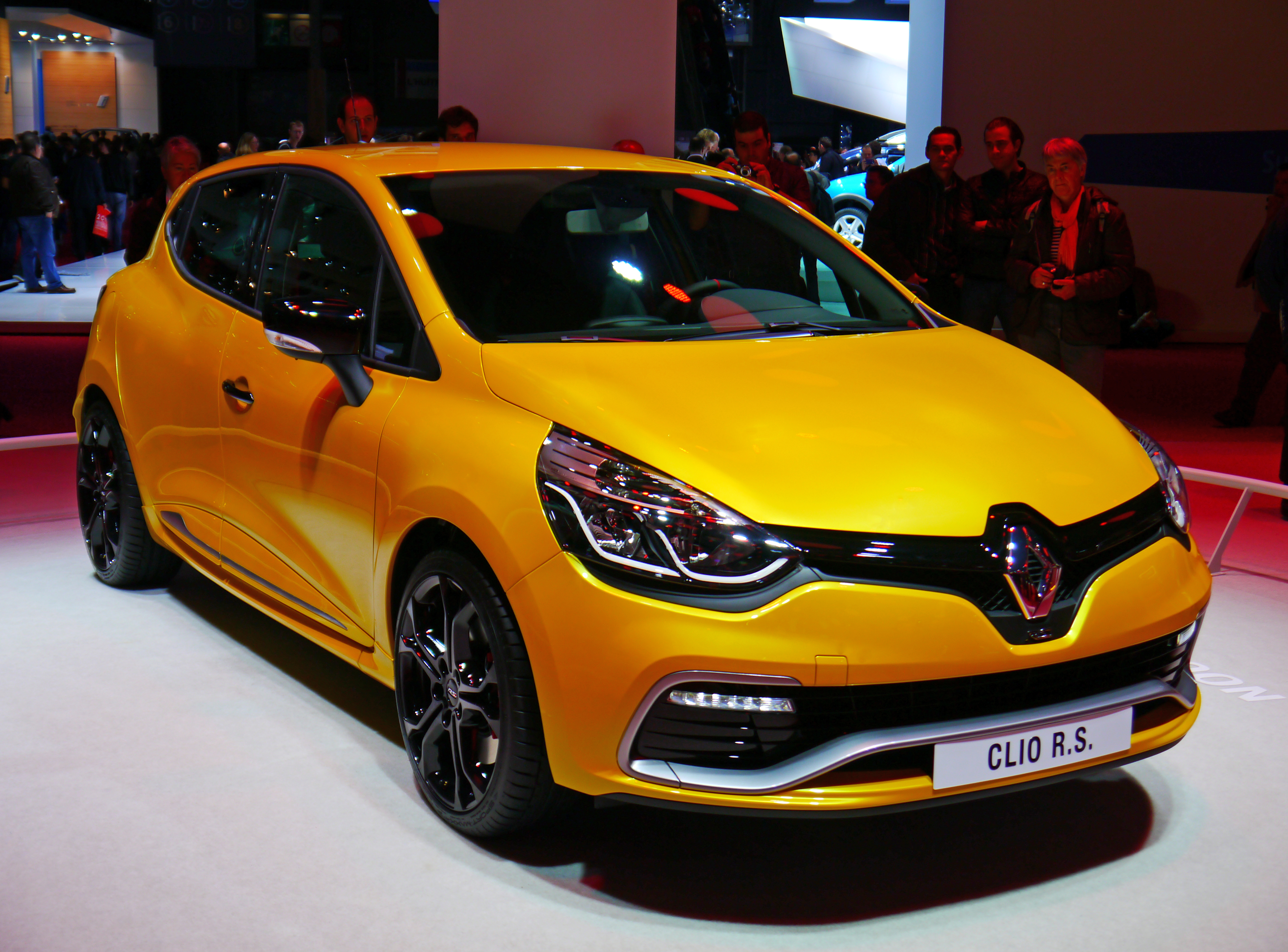
رنو کلیو اسپورت نسل چهارم
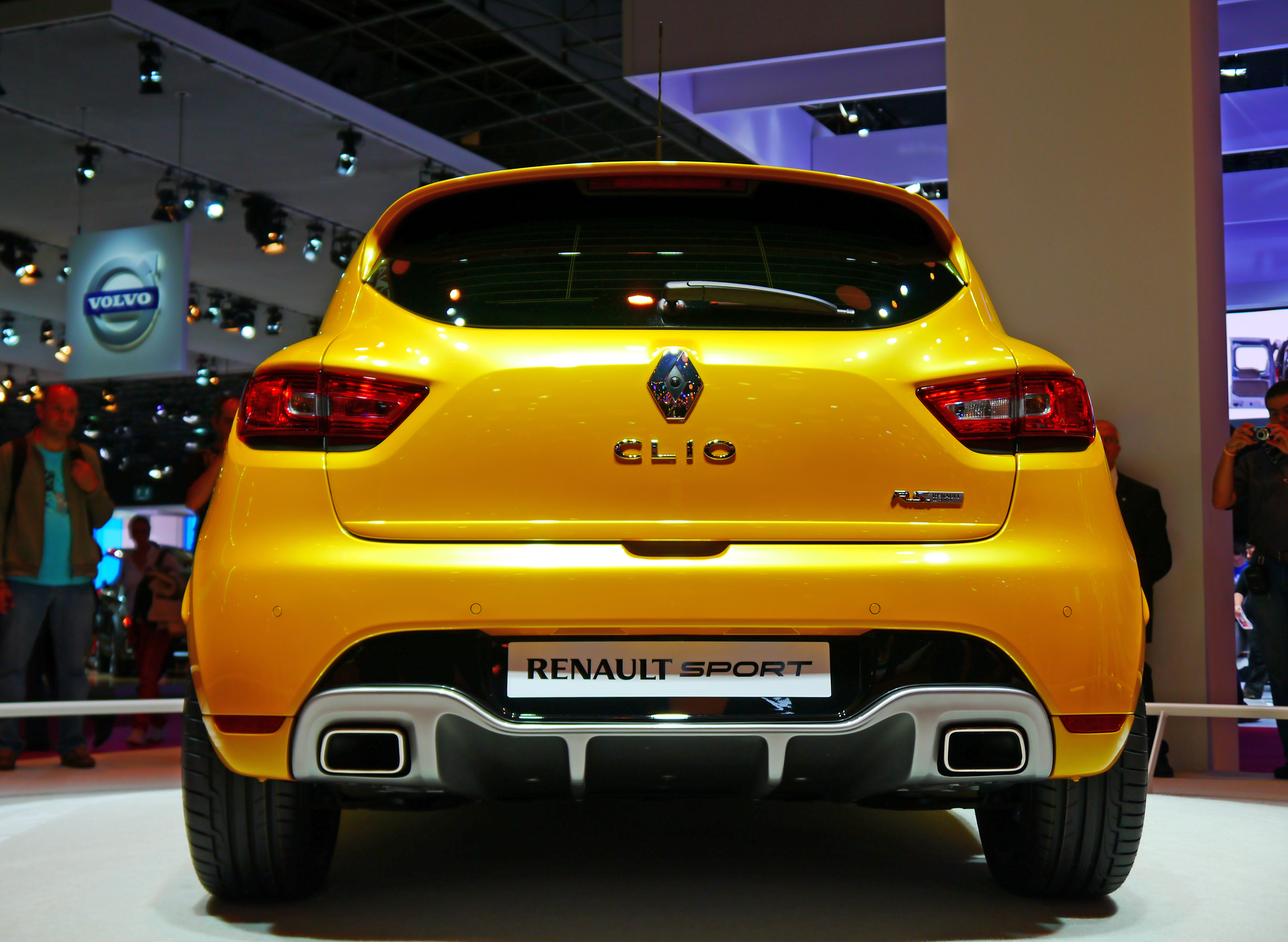
رنو کلیو اسپورت نسل چهارم
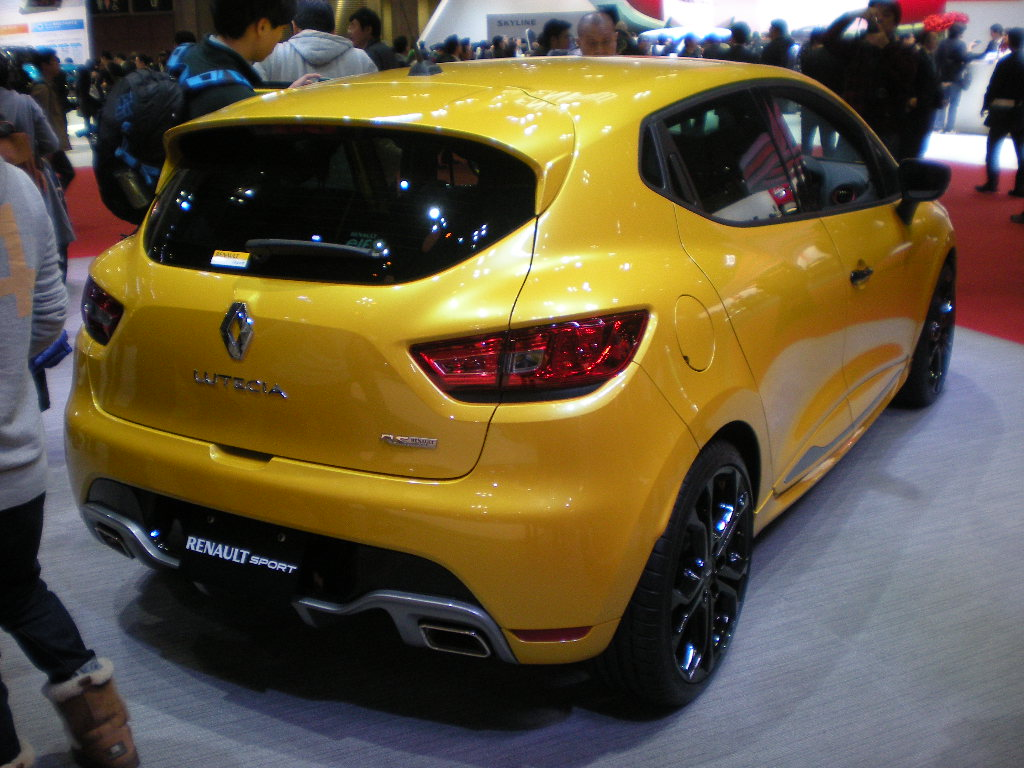
رنو کلیو اسپورت نسل چهارم
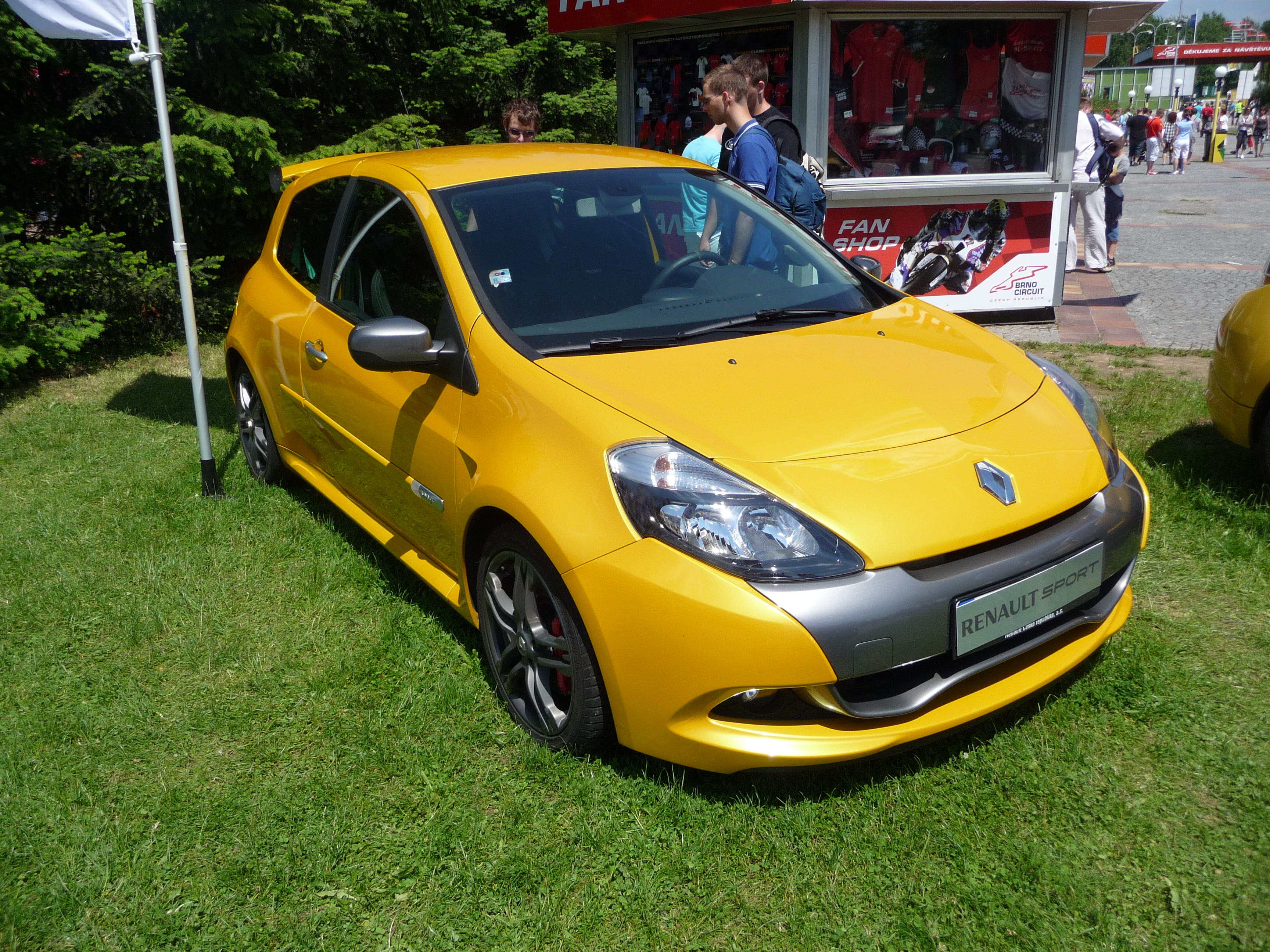
رنو کلیو اسپورت نسل سوم
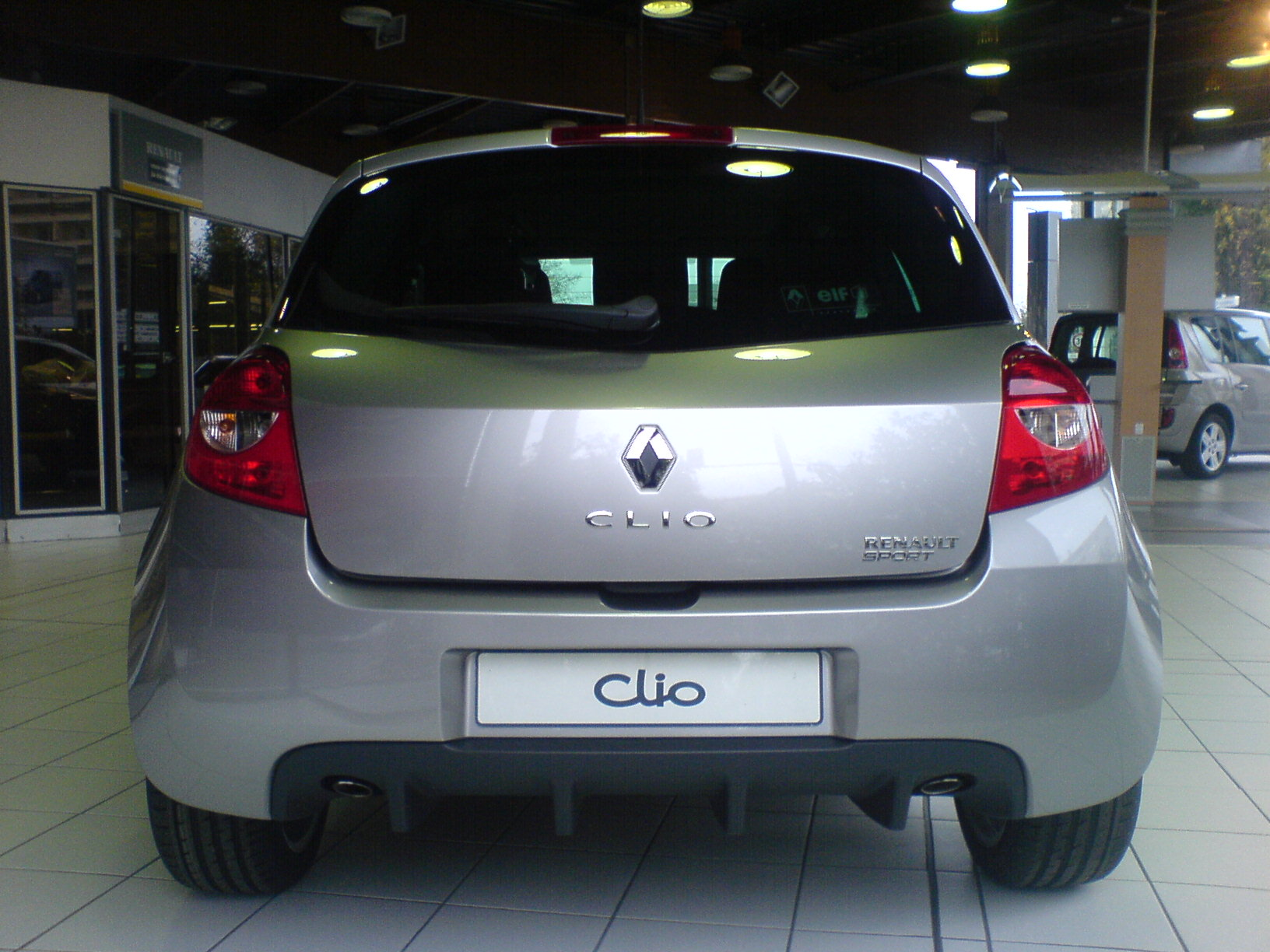
رنو کلیو اسپورت نسل سوم
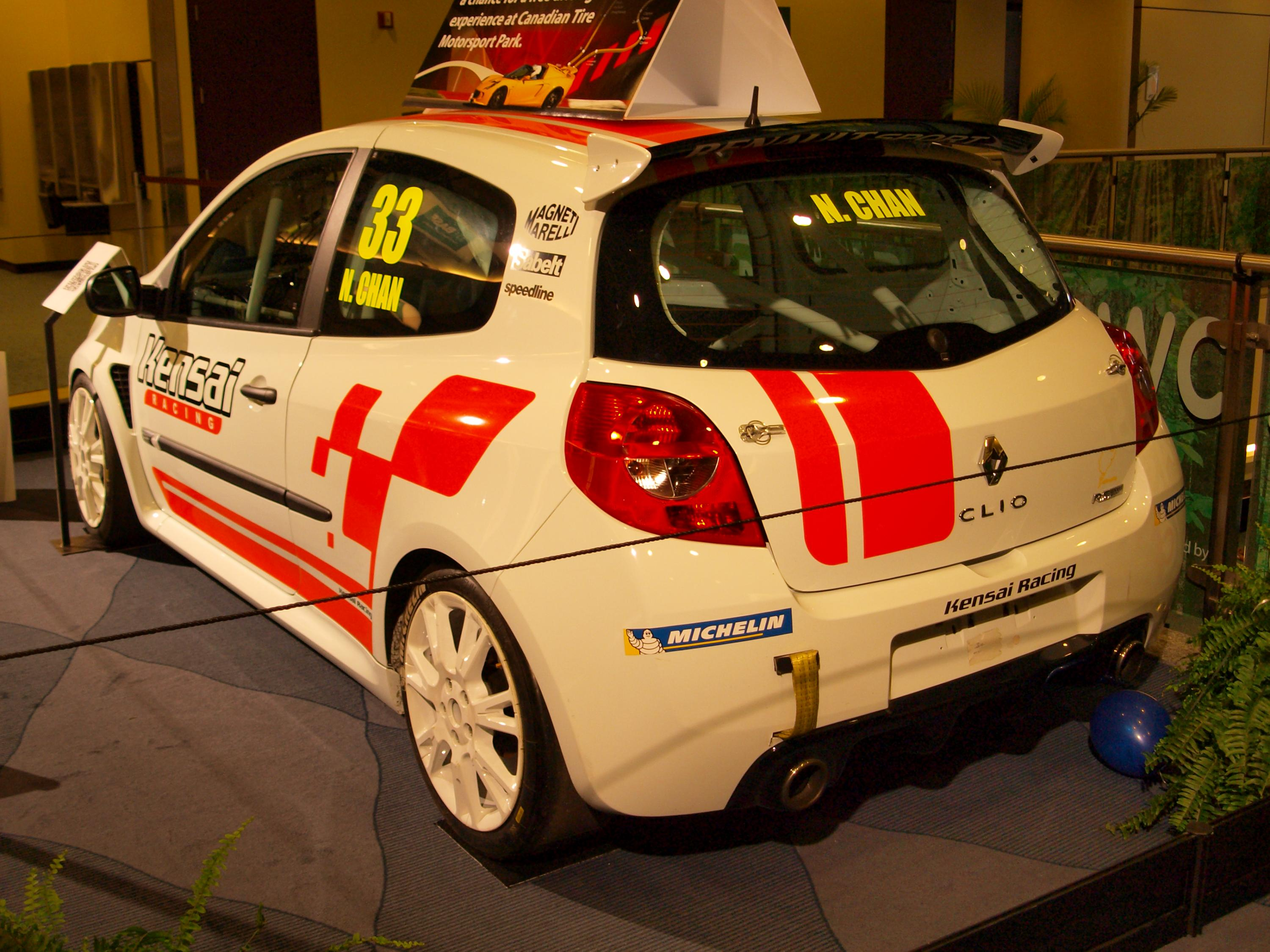
رنو کلیو اسپورت نسل سوم
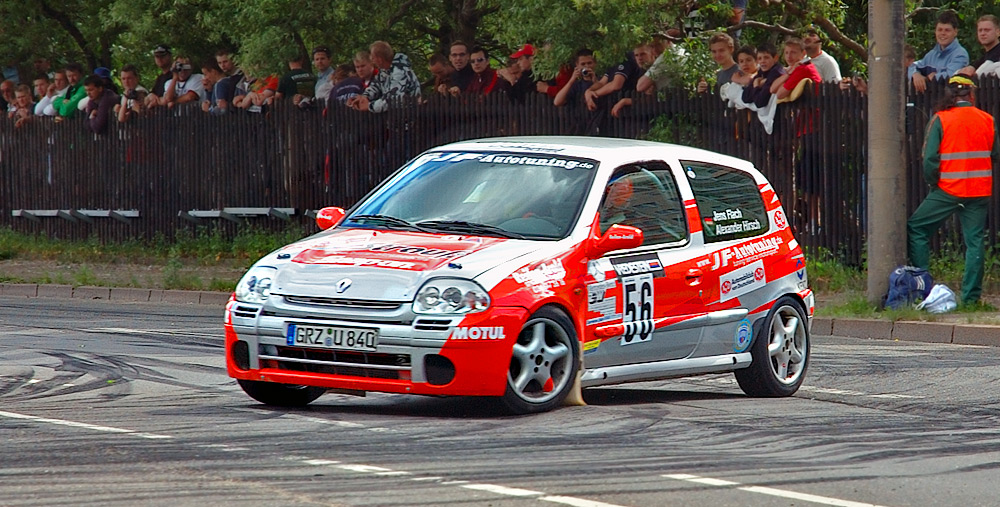
رنو کلیو اسپورت نسل دوم
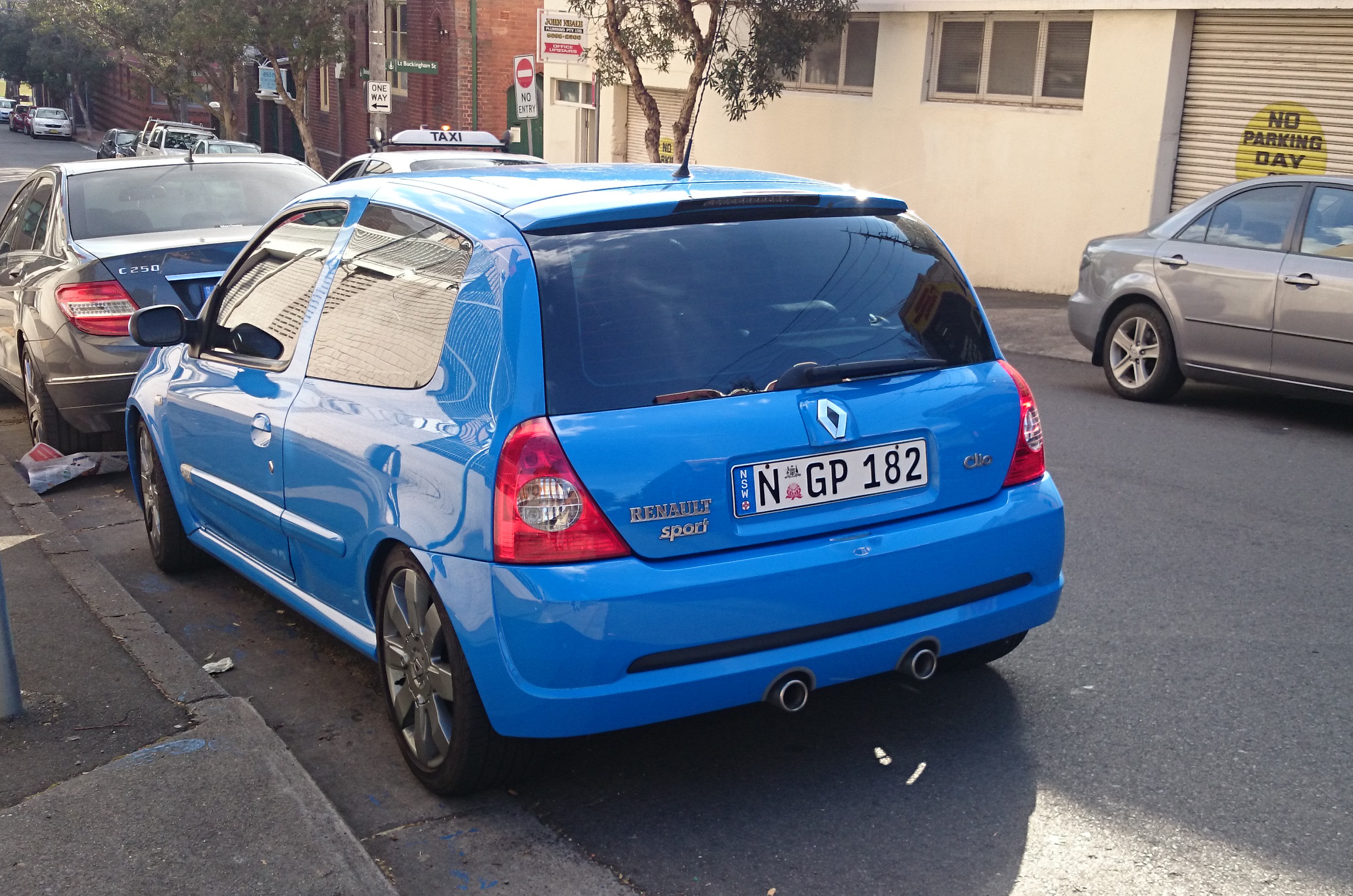
رنو کلیو اسپورت نسل دوم
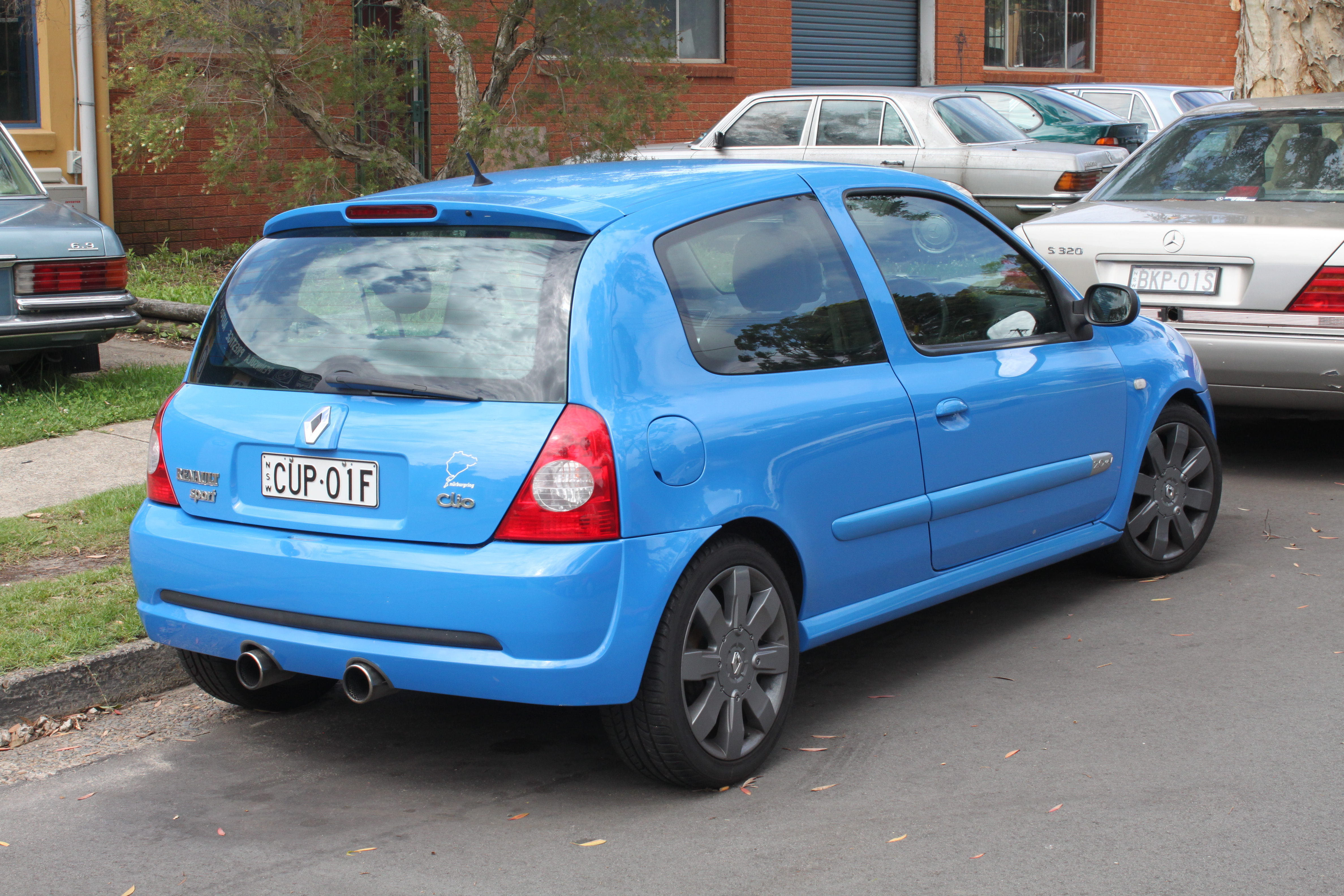
رنو کلیو اسپورت نسل دوم
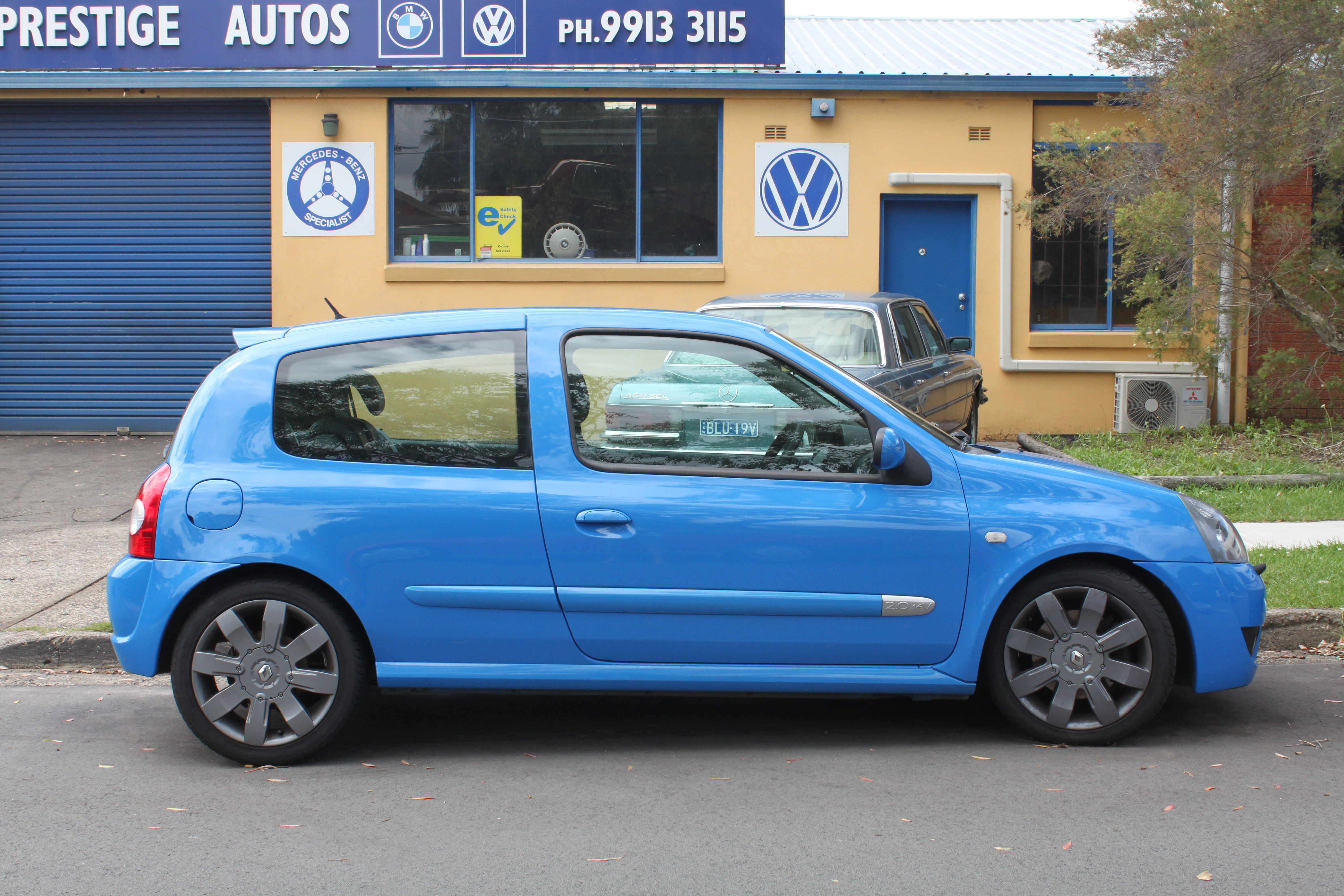
رنو کلیو اسپورت نسل دوم